# Джагдеосингх, Кендалл
Кендалл Морис Джагдеосингх (англ. Kendall Jagdeosingh; род. 30 мая 1986, Мансанилья) — тринидадский футболист, нападающий.

## Карьера
Кендалл Джагдеосингх начинал свою карьеру в составе тринидадской команды «Норт-Ист Старз». В её составе он становился чемпионом страны. С 2008 по 2010 год футболист играл за «Пуэрто-Рико Айлендерс» в американских лигах второго уровня. В 2012 году Джагдеосингх перебрался в Таиланд. Там он продолжает играть и по сей день. На данный момент он защищает цвета команды третьего тайского дивизиона «Аюттхая Юнайтед».

## Сборная
За сборную Тринидада и Тобаго нападающий дебютировал в 2006 году. Вместе с ней он участвовал в розыгрыше Золотого Кубка КОНКАКАФ в 2007 году и в Карибского кубка в 2010 году.
Всего за национальную сборную Джагдеосингх провёл 12 встреч.

## Достижения
- Победитель Клубного чемпионата КФС: 2010
- Чемпион Тринидада и Тобаго: 2004